# Ásványok listája (A–B)
Ez a lista az ásványokat tartalmazza A-tól B-ig.

## A

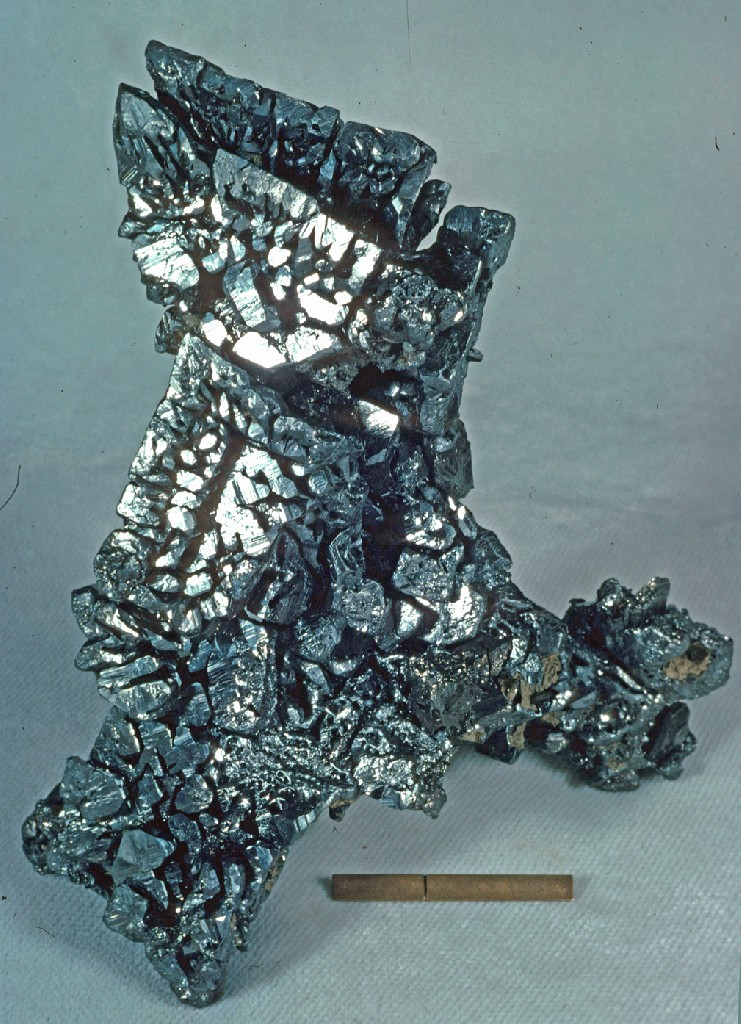
Acanthit, Chispas bánya, Arizpe, Sonora, Mexikó

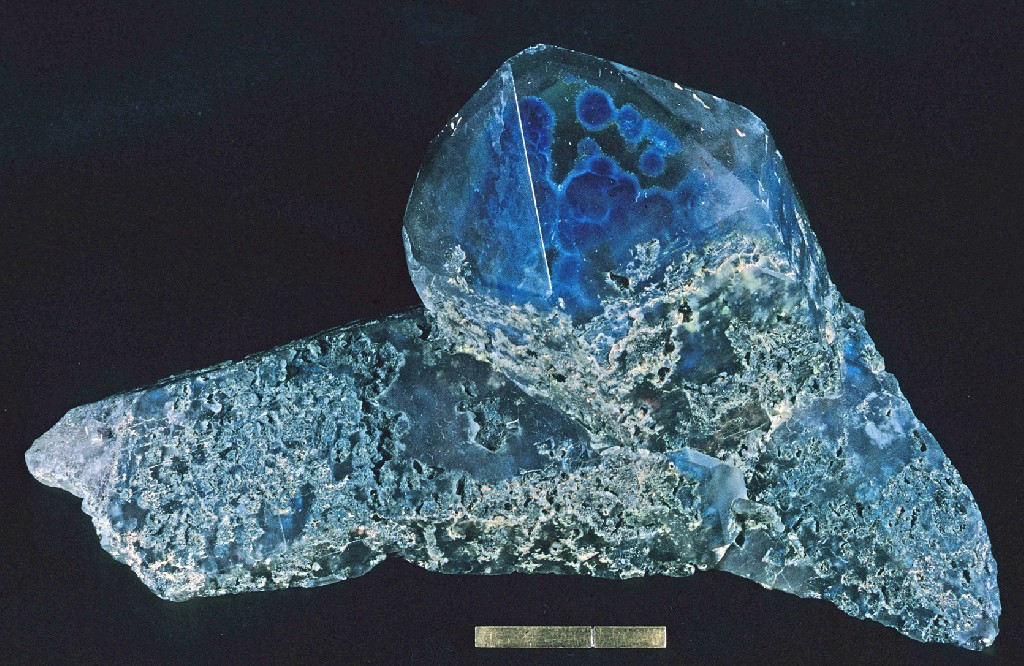
Ajoit ásvány kvarcban - Messina bánya, Limpopo Province, Dél-Afrika

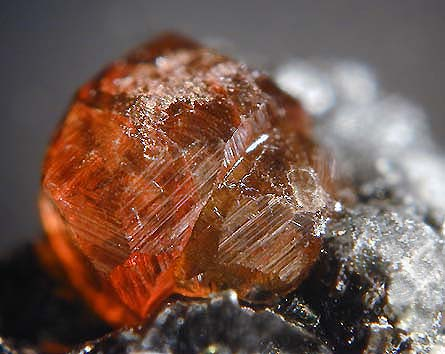
Almandin gránátkristály

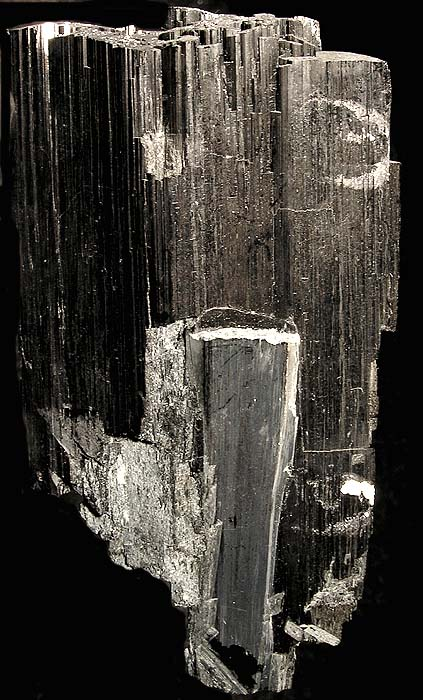
Arfvedsonit, Poudrette kőbánya, Mont Saint-Hilaire, Montérégie, Quebec

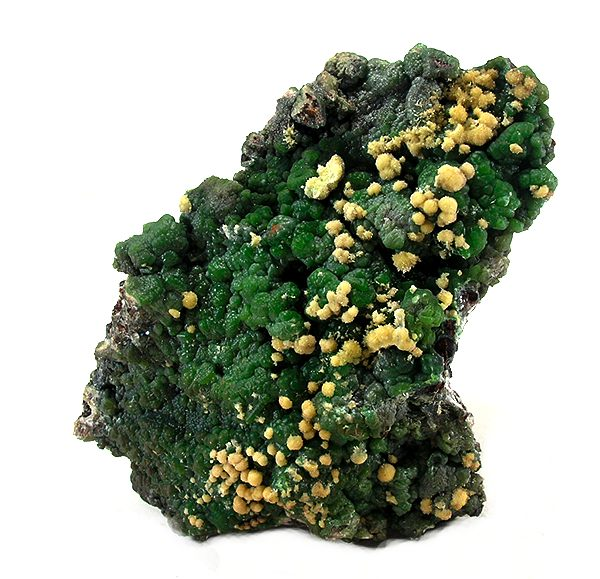
Arzéndezkloizit és mimetit, Ojuela bánya, Mapimí, Durango, Mexico

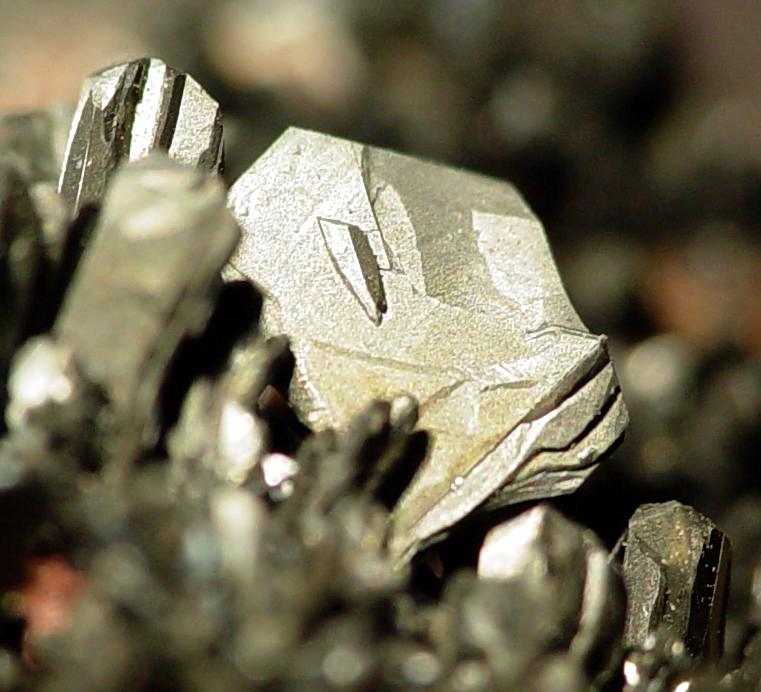
Arzénkristály, Ronna Mine, Kladno, Csehország (történelmi tartomány), Cseh Köztársaság

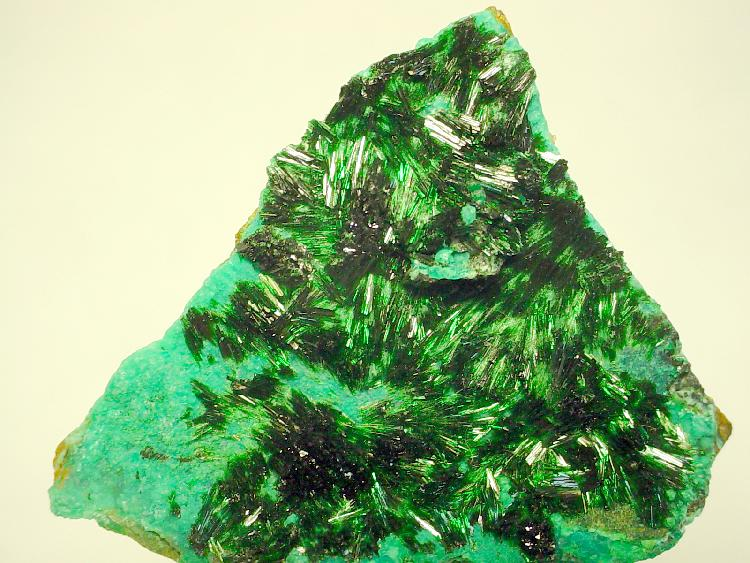
Atacamit Krizokollában, La Farola Mine, Copiapó Province, Chile

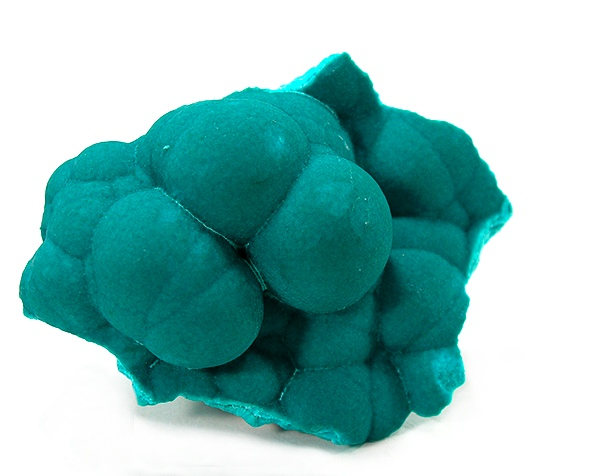
Botrioidális Auricalcit, Kelly Mine, Magdalena, Új-Mexikó, USA

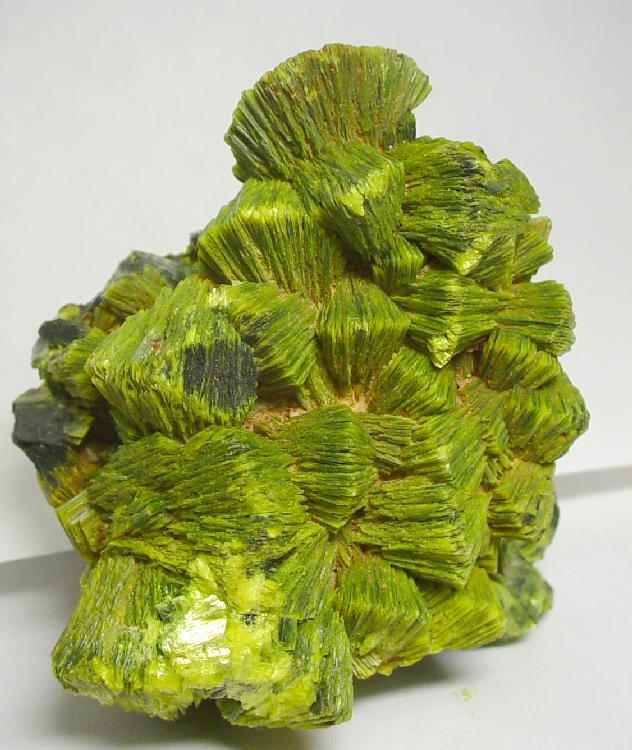
Autunit, 6,5 x 5,5 x 4 cm, Daybreak Mine, Spokane megye, Washington, USA

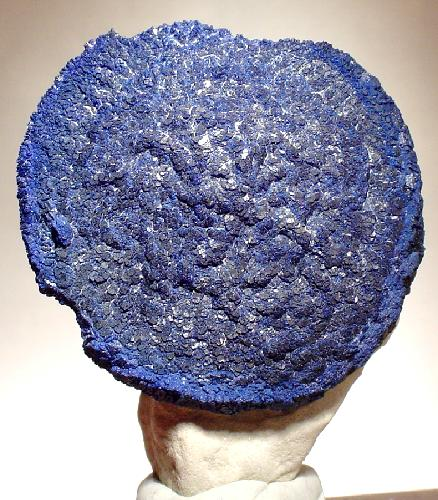
Azurit lemez, 4,8 x 4,2 x 2,0 cm, Malbunka rézbánya, Alice Springs, Northern Territory, Ausztrália

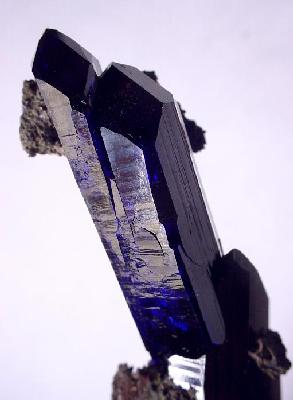
Hatalmas Azuritkristály, 6 x 2 x 2 cm, Tsumeb, Namíbia

1. Abelsonit[1][2]
2. Abenakiit-(Ce)[3][4]
3. Abernatit[5][6]
4. Abhurit[7][8]
5. Abswurmbachit[9][10]
6. Acanthit[11][12]
7. Acetamid[13][14]
8. Actinolit[15][16]
9. Acuminit[17][18]
10. Adamit[19][20]
11. Adamsit-(Y)[21][22]
12. Adelit[23][24]
13. Admontit[25][26]
14. Aegirige[27][28]
15. Aenigmatit[29][30]
16. Aerinit[31][32]
17. Aerugit[33][34]
18. Aeschinit-(Ce)[35][36]
19. Aeschinit-(Nd)[37][38]
20. Aeschinit-(Y)[39][40]
21. Afghánit[41][42]
22. Afwillit[43][44]
23. Agardit-(Ce)[45][46]
24. Agardit-(La)[47][48]
25. Agardit-(Y)[49][50]
26. Agrellit[51][52]
27. Agrinierit[53][54]
28. Aguilarit[55][56]
29. Aheylit[57][58]
30. Ahlfeldit[59][60]
31. Aikinit[61][62]
32. Ajoit[63][64]
33. Akaganéit[65][66]
34. Akatoreit[67][68]
35. Akdalait[69][70]
36. Åkermanit[71][72]
37. Akhtenskit[73][74]
38. Akimotoit[75][76]
39. Akrochordit[77][78]
40. Aksait[79][80]
41. Aktashit[81][82]
42. Alabandit[83][84]
43. Alakranit[85][86]
44. Alamosit[87][88]
45. Alarsit[89][90]
46. Albit[91][92]
47. Albrechtschraufit[93][94]
48. Aldermanit[95][96]
49. Aleksit[97][98]
50. Alforsit[99][100]
51. Algodonit[101][102]
52. Aliettit[103][104]
53. Allabogdanit[105][106]
54. Allactit[107][108]
55. Allanit-(Ce)[109][110]
56. Allanit-(La)[111][112]
57. Allanit-(Y)[113][114]
58. Allargentum[115][116]
59. Alleghanyit[117][118]
60. Alloclasit[119][120]
61. Allophan[121][122]
62. Alluaivit[123][124]
63. Alluaudit[125][126]
64. Almandin[127][128]
65. Almarudit[129][130]
66. Alsaharovit-Zn[131][132]
67. Alstonit[133][134]
68. Altait[135][136]
69. Althausit[137][138]
70. Althupit[139][140]
71. Altisit[141][142]
72. Aluminit[143][144]
73. Alumínium[145][146]
74. Aluminoceladonit[147][148]
75. Aluminocopiapit[149][150]
76. Alumino-Magnesiohulsit[151][152]
77. Alumohidrocalcit[153][154]
78. Alumokljucsevskit[155][156]
79. Alumopharmacosiderit[157][158]
80. Alumotantit[159][160]
81. Alumotungstit[161][162]
82. Alunit[163][164]
83. Alunogen[165][166]
84. Alvanit[167][168]
85. Amakinit[169][170]
86. Amarantit[171][172]
87. Amarillit[173][174]
88. Ameghinit[175][176]
89. Amesit[177][178]
90. Amicit[179][180]
91. Aminoffit[181][182]
92. Ammonioalunit[183][184]
93. Ammonioborit[185][186]
94. Ammoniojarosit[187][188]
95. Ammonioleucit[189][190]
96. Amstallit[191][192]
97. Analcim[193][194]
98. Anandit[195][196]
99. Anapait[197][198]
100. Anatas[199][200]
101. Ancilit-(Ce)[201][202]
102. Ancilit-(La)[203][204]
103. Andalusit[205][206]
104. Andersonit[207][208]
105. Andorit[209][210]
106. Andradit[211][212]
107. Andremeyerit[213][214]
108. Androsit-(La)[215][216]
109. Anduoit[217][218]
110. Andyrobertsit[219][220]
111. Angelait[221][222]
112. Angelellit[223][224]
113. Anglesit[225][226]
114. Anhydrit[227][228]
115. Anilit[229][230]
116. Ankangit[231][232]
117. Ankerit[233][234]
118. Ankinovichit[235][236]
119. Annabergit[237][238]
120. Annit[239][240]
121. Anorthoklász[241][242]
122. Anorthominasragrit[243][244]
123. Ansermetit[245][246]
124. Antarcticit[247][248]
125. Anthonyit[249][250]
126. Anthophyllit[251][252]
127. Antigorit[253][254]
128. Antimonpearceit[255][256]
129. Antimonselie[257][258]
130. Antimony[259][260]
131. Antlerit[261][262]
132. Anyuiit[263][264]
133. Apachit[265][266]
134. Aphthitalit[267][268]
135. Apjohnit[269][270]
136. Aplowit[271][272]
137. Apuanit[273][274]
138. Aragonit[275][276]
139. Arakiit[277][278]
140. Aramayoit[279][280]
141. Aravaipait[281][282]
142. Arcanit[283][284]
143. Archerit[285][286]
144. Arctit[287][288]
145. Arcubisit[289][290]
146. Ardait[291][292]
147. Ardealit[293][294]
148. Ardennit[295][296]
149. Arfvedsonit[297][298]
150. Argentojarosit[299][300]
151. Argentopentlandit[301][302]
152. Argentopyrit[303][304]
153. Argentotennantit[305][306]
154. Argutit[307][308]
155. Arhbarit[309][310]
156. Aristarainit[311][312]
157. Armalcolit[313][314]
158. Armangit[315][316]
159. Armenit[317][318]
160. Armstrongit[319][320]
161. Arrojadit[321][322]
162. Arzénbrackebuschit[323][324]
163. Arzéndescloizit[325][326]
164. Arzén[327][328]
165. Arzéniopleit[329][330]
166. Arzéniosiderit[331][332]
167. Arzénoclasit[333][334]
168. Arzénocrandallit[335][336]
169. Arzénoflorencit-(Ce)[337][338]
170. Arzénogorceixit[339][340]
171. Arzénogoyazit[341][342]
172. Arzénohauchecornit[343][344]
173. Arzénolit[345][346]
174. Arzénopalladinit[347][348]
175. Arzénopirit[349][350]
176. Arzénosulvanit[351][352]
177. Arzénpolibasit[353][354]
178. Arzéntsumebit[355][356]
179. Arzénuranospathit[357][358]
180. Arzénuranilit[359][360]
181. Arthurit[361][362]
182. Artinit[363][364]
183. Artroeit[365][366]
184. Artsmithit[367][368]
185. Arupit[369][370]
186. Arzakit[371][372]
187. Asbecasit[373][374]
188. Asbolan[375][376]
189. Aschamalmit[377][378]
190. Ashburtonit[379][380]
191. Ashcroftin-(Y)[381][382]
192. Ashoverit[383][384]
193. Asisit[385][386]
194. Aspidolit[387][388]
195. Asselbornit[389][390]
196. Astrocianit-(Ce)[391][392]
197. Astrofillit[393][394]
198. Atacamit[395][396]
199. Atelestit[397][398]
200. Athabascait[399][400]
201. Atheneit[401][402]
202. Atlasovit[403][404]
203. Atokit[405][406]
204. Attakolit[407][408]
205. Aubertit[409][410]
206. Augelit[411][412]
207. Augit[413][414]
208. Aurichalcit[415][416]
209. Auricuprid[417][418]
210. Aurivilliusit[419][420]
211. Aurorit[421][422]
212. Aurostibit[423][424]
213. Austinit[425][426]
214. Autunit[427][428]
215. Averievit[429][430]
216. Avicennit[431][432]
217. Avogadrit[433][434]
218. Awaruit[435][436]
219. Azoproit[437][438]
220. Azurit[439][440]

## B

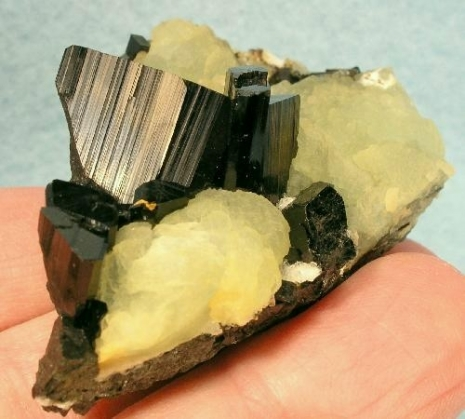
Babingtonit Preniten, Westfield, Massachusetts, USA. 5,3 x 3,6 x 2,4 cm

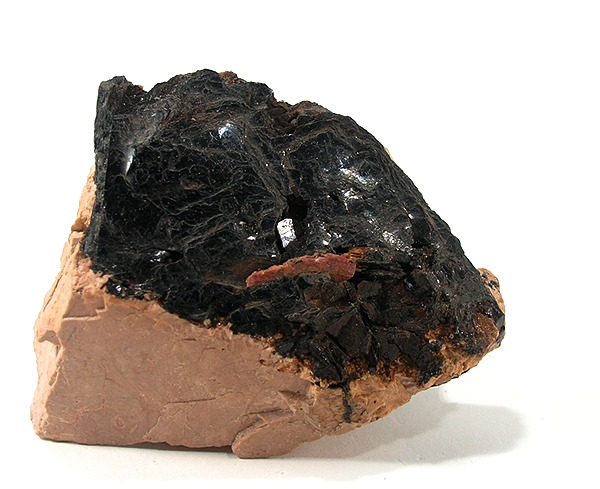
Bannisterit földpát mátrixon, Broken Hill, New South Wales. 9,7 x 5,2 x 4,5 cm

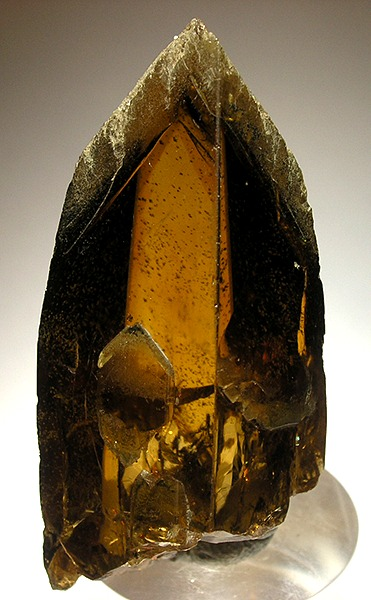
Barit, Elk Creek, Dél-Dakota, USA

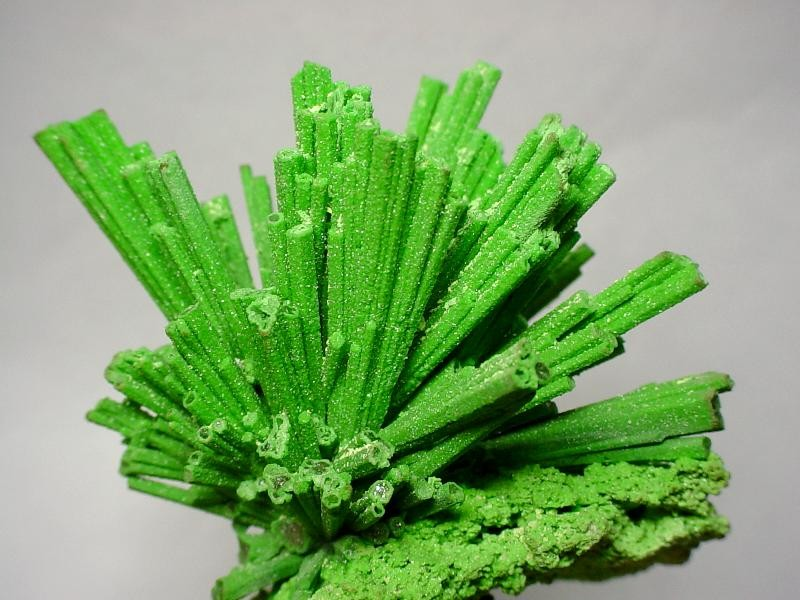
Bayldonit, Tsumeb, Namibia

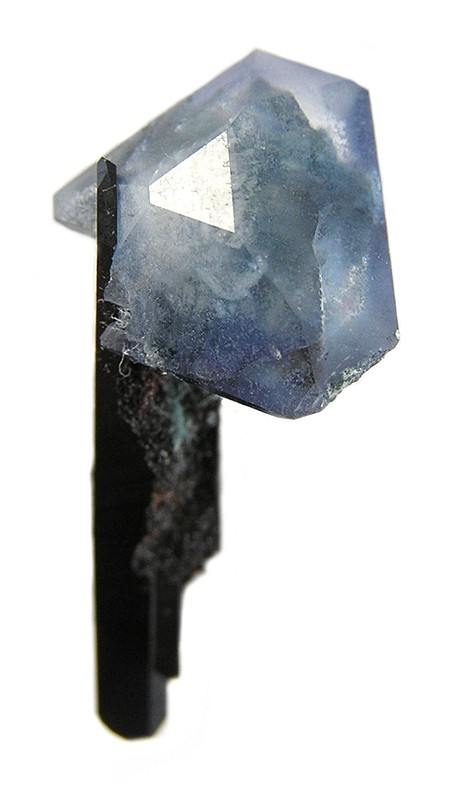
Benitoit Neptuniton, Dallas Gem Mine, San Benito megye, Kalifornia, USA. 2,9 x 1,4 x 1,0 cm

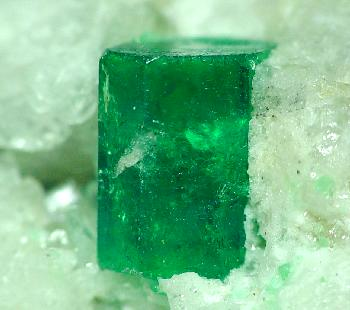
Berill, smaragdváltozat, 5,5 x 4,5 x 4 cm, Muzo, Kolumbia

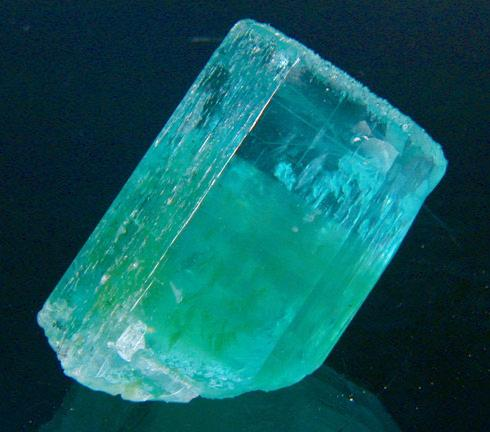
kékeszöld berill, 8,2 x 5 x 4,9 cm, Gilgit-Baltistan, Pakisztán

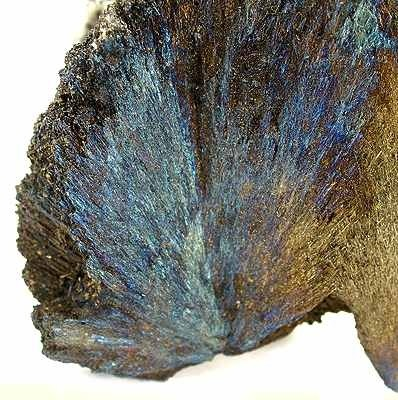
Berthierit, Herja bánya (Nagybánya), Románia. 9,0 x 7,2 x 6,0 cm

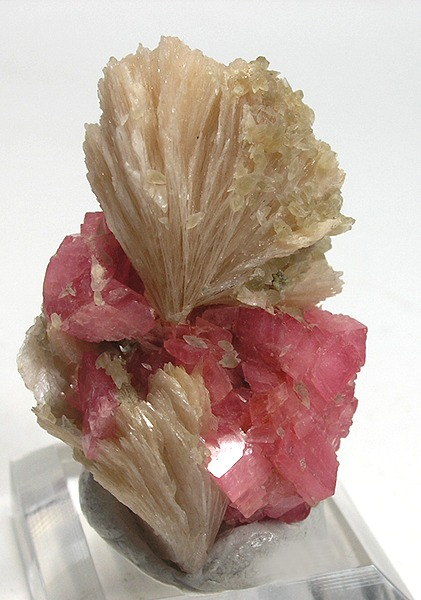
Bertrandit és Rodokrozit, Kounrad Massif, Balqash, Zhezqazghan Oblysy, Kazahsztán. 4,7 x 2,7 x 2,6 cm

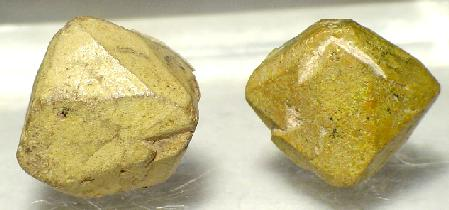
Betafitkristályok, 13 x 13 x 7 mm, Vakinankaratra, Antananarivo Province, Madagaszkár

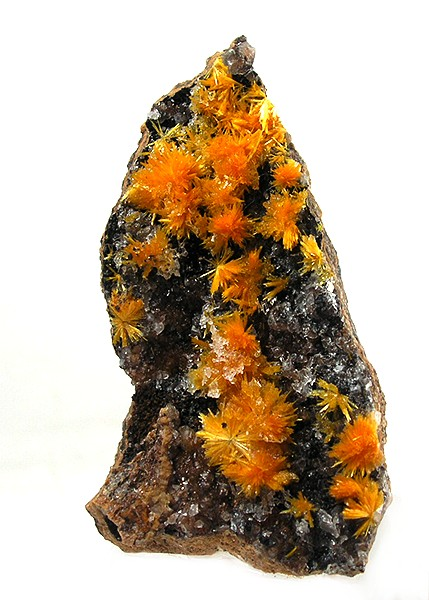
Boltwoodit, 5,2 x 3 x 2 cm, Goanikontes Claim, Swakopmund District, Erongo régió, Namíbia

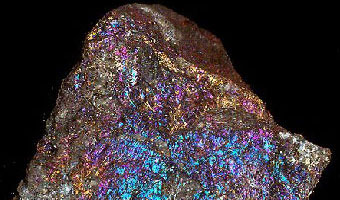
Bornit, Malužiná, Nízke Tatry, Szlovákia

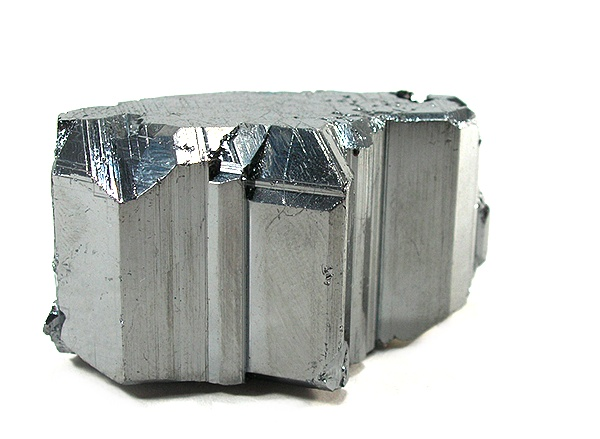
Bournonit, 3,2 x 2,5 x 2,1 cm, Yaogangxian bánya, Yizhang megye, Hunan, Kína

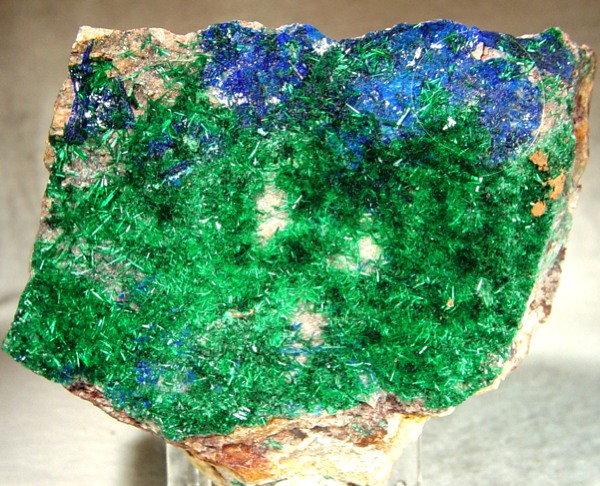
Brochantit és Linarit, 8 x 8 x 2,5 cm, Mujuram, Marokkó

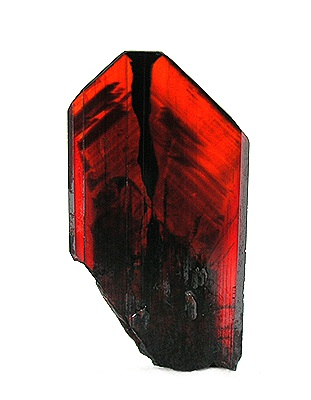
Brookit, 2,3 x 1,3 x 0,1 cm, Taftan, Balochistan, Pakisztán

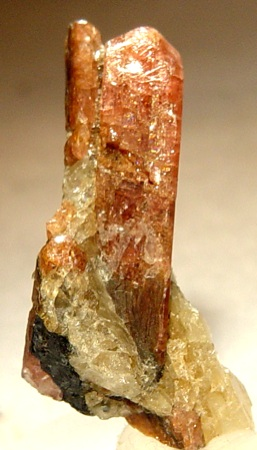
Bustamit, 4 x 2,2 x 1,1 cm, Broken Hill, Új-Dél-Wales, Ausztrália

1. Babefphit[441][442]
2. Babingtonit[443][444]
3. Babkinit[445][446]
4. Baddeleyit[447][448]
5. Bafertisit[449][450]
6. Bagdadit[451][452]
7. Bahianit[453][454]
8. Baileychlor[455][456]
9. Bakerit[457][458]
10. Bakhchisaraitsevit[459][460]
11. Baksanit[461][462]
12. Balangeroit[463][464]
13. Balifolit[465][466]
14. Balkanit[467][468]
15. Balyakinit[469][470]
16. Bambollait[471][472]
17. Bamfordit[473][474]
18. Banalsit[475][476]
19. Bandilit[477][478]
20. Bannermanit[479][480]
21. Bannisterit[481][482]
22. Baotit[483][484]
23. Bararit[485][486]
24. Baratovit[487][488]
25. Barberiit[489][490]
26. Barbertonit[491][492]
27. Barbosalit[493][494]
28. Barentsit[495][496]
29. Bariandit[497][498]
30. Bariit[499][500]
31. Bariomikrolit[501][502]
32. Bario-olgit[503][504]
33. Bario-ortojoaquinit[505][506]
34. Bariopiroklor[507][508]
35. Bariosincosit[509][510]
36. Barium-Farmacosiderit[511][512]
37. Barnesit[513][514]
38. Barquillit[515][516]
39. Barrerit[517][518]
40. Barringerit[519][520]
41. Barringtonit[521][522]
42. Barroisit[523][524]
43. Barstowit[525][526]
44. Bartelkeit[527][528]
45. Bartonit[529][530]
46. Barilit[531][532]
47. Barisilit[533][534]
48. Barit[535][536]
49. Baritocalcit[537][538]
50. Baritolamprofillit[539][540]
51. Basaluminit[541][542]
52. Bassanit[543][544]
53. Bassetit[545][546]
54. Bastnäsit-(Ce)[547][548]
55. Bastnäsit-(La)[549][550]
56. Bastnäsit-(Y)[551][552]
57. Batiferrit[553][554]
58. Batisit[555][556]
59. Baumhauerit[557][558]
60. Baumhauerit-2a[559][560]
61. Baumstarkit[561][562]
62. Bauranoit[563][564]
63. Bavenit[565][566]
64. Bayerit[567][568]
65. Bayldonit[569][570]
66. Bayleyit[571][572]
67. Baylissit[573][574]
68. Bazhenovit[575][576]
69. Bazirit[577][578]
70. Bazzit[579][580]
71. Bearsit[581][582]
72. Beartit[583][584]
73. Beaverit[585][586]
74. Bechererit[587][588]
75. Becquerelit[589][590]
76. Bederit[591][592]
77. Behierit[593][594]
78. Behoit[595][596]
79. Beidellit[597][598]
80. Belendorffit[599][600]
81. Belkovit[601][602]
82. Bellbergit[603][604]
83. Bellidoit[605][606]
84. Bellingerit[607][608]
85. Belloit[609][610]
86. Belovit-(Ce)[611][612]
87. Belovit-(La)[613][614]
88. Belyankinit[615][616]
89. Bementit[617][618]
90. Benauit[619][620]
91. Benavidesit[621][622]
92. Benitoit[623][624]
93. Benjaminit[625][626]
94. Benleonardit[627][628]
95. Benstonit[629][630]
96. Bentorit[631][632]
97. Benyacarit[633][634]
98. Beraunit[635][636]
99. Berborit[637][638]
100. Berdesinskiit[639][640]
101. Berezanskit[641][642]
102. Bergenit[643][644]
103. Bergslagit[645][646]
104. Berlinit[647][648]
105. Bermanit[649][650]
106. Bernalit[651][652]
107. Bernardit[653][654]
108. Berndtit[655][656]
109. Berryit[657][658]
110. Berthierin[659][660]
111. Berthierit[661][662]
112. Bertossait[663][664]
113. Bertrandit[665][666]
114. Berill[667][668]
115. Berllit[669][670]
116. Berillonit[671][672]
117. Berzelianit[673][674]
118. Berzeliit[675][676]
119. Betafit[677][678]
120. Betpakdalit[679][680]
121. Beudantit[681][682]
122. Beusit[683][684]
123. Bezsmertnovit[685][686]
124. Bianchit[687][688]
125. Bicchulit[689][690]
126. Bideauxit[691][692]
127. Bieberit[693][694]
128. Biehlit[695][696]
129. Bigcreekit[697][698]
130. Bijvoetit-(Y)[699][700]
131. Bikitait[701][702]
132. Bilibinskit[703][704]
133. Bilinit[705][706]
134. Billietit[707][708]
135. Billingsleyit[709][710]
136. Bindheimit[711][712]
137. Biotit
138. Bifoszfammit[713][714]
139. Biringuccit[715][716]
140. Birnessit[717][718]
141. Bizmit[719][720]
142. Bizmoclit[721][722]
143. Bizmut[723][724]
144. Bizmutinit[725][726]
145. Bizmutit[727][728]
146. Bizmutocolumbit[729][730]
147. Bizmutoferrit[731][732]
148. Bizmutohauchecornit[733][734]
149. Bizmutomikrolit[735][736]
150. Bizmutopirochlor[737][738]
151. Bizmutostibiconit[739][740]
152. Bizmutotantalit[741][742]
153. Bityit[743][744]
154. Bixbyit[745][746]
155. Bjarebyit[747][748]
156. Blatonit[749][750]
157. Blatterit[751][752]
158. Bleasdaleit[753][754]
159. Blixit[755][756]
160. Blödit[757][758]
161. Blossit[759][760]
162. Bobfergusonit[761][762]
163. Bobierrit[763][764]
164. Bobjonesit[765][766]
165. Bobkingit[767][768]
166. Bogdanovit[769][770]
167. Bøggildit[771][772]
168. Boggsit[773][774]
169. Bøgvadit[775][776]
170. Bohdanowiczit[777][778]
171. Böhmit[779][780]
172. Bokit[781][782]
173. Boldyrevit[783][784]
174. Boleit[785][786]
175. Bolivarit[787][788]
176. Boltwoodit[789][790]
177. Bonaccordit[791][792]
178. Bonattit[793][794]
179. Bonshtedtit[795][796]
180. Boothit[797][798]
181. Boracit[799][800]
182. Boralsilit[801][802]
183. Borax[803][804]
184. Borcarit[805][806]
185. Borishanskiit[807][808]
186. Bornemanit[809][810]
187. Bornhardtit[811][812]
188. Bornit[813][814]
189. Borodaevit[815][816]
190. Boromuszkovit[817][818]
191. Borovskit[819][820]
192. Bostwickit[821][822]
193. Botallackit[823][824]
194. Botriogen[825][826]
195. Bottinoit[827][828]
196. Boulangerit[829][830]
197. Bournonit[831][832]
198. Boussingaultit[833][834]
199. Bowieit[835][836]
200. Boyleit[837][838]
201. Brabantit[839][840]
202. Bracewellit[841][842]
203. Brackebuschit[843][844]
204. Bradaczekit[845][846]
205. Bradleyit[847][848]
206. Braggit[849][850]
207. Braitschit-(Ce)[851][852]
208. Brammallit[853][854]
209. Brandholzit[855][856]
210. Brandtit[857][858]
211. Brannerit[859][860]
212. Brannockit[861][862]
213. Brassit[863][864]
214. Braunit[865][866]
215. Brazilianit[867][868]
216. Bredigit[869][870]
217. Breithauptit[871][872]
218. Brendelit[873][874]
219. Brenkit[875][876]
220. Brewsterit-Ba[877][878]
221. Brewsterit-Sr[879][880]
222. Brezinait[881][882]
223. Brianit[883][884]
224. Brianroulstonit[885][886]
225. Brianyoungit[887][888]
226. Briartit[889][890]
227. Brindleyit[891][892]
228. Brinrobertsit[893][894]
229. Britholit-(Ce)[895][896]
230. Britholit-(Y)[897][898]
231. Brizziit[899][900]
232. Brochantit[901][902]
233. Brockit[903][904]
234. Brodtkorbit[905][906]
235. Bromargyrit[907][908]
236. Bromellit[909][910]
237. Brookit[911][912]
238. Brownmillerit[913][914]
239. Brucit[915][916]
240. Brüggenit[917][918]
241. Brugnatellit[919][920]
242. Brunogeierit[921][922]
243. Brushit[923][924]
244. Buchwaldit[925][926]
245. Buckhornit[927][928]
246. Buddingtonit[929][930]
247. Buergerit[931][932]
248. Bukovit[933][934]
249. Bukovskýit[935][936]
250. Bulachit[937][938]
251. Bultfonteinit[939][940]
252. Bunsenit[941][942]
253. Burangait[943][944]
254. Burbankit[945][946]
255. Burckhardtit[947][948]
256. Burkeit[949][950]
257. Burnsit[951][952]
258. Burpalit[953][954]
259. Burtit[955][956]
260. Buryatit[957][958]
261. Bushmakinit[959][960]
262. Bussenit[961][962]
263. Bustamit[963][964]
264. Butlerit[965][966]
265. Buttgenbachit[967][968]
266. Byelorussit(Ce)-[969][970]
267. Bystrit[971][972]
268. Byströmit[973][974]
269. Bytownit[975][976]